# Milo (Szicília)
Milo település Olaszországban, Szicília régióban, Catania megyében. Lakosainak száma 1039 fő (2023. január 1.). Milo Giarre, Sant’Alfio és Zafferana Etnea községekkel határos.

## Népesség
A település lakossága az elmúlt években az alábbi módon változott:
| Lakosok száma | 1072 | 1049 | 1039 |
|               | 2017 | 2018 | 2023 |